# Ендрю Робінсон
Ендрю Робінсон (англ. Andrew Robinson; нар. 14 лютого 1942) — американський актор.

## Біографія
Ендрю Робінсон народився 14 лютого 1942 року в Нью-Йорку. Батько Енді загинув у Другій світовій війні. Вчився в Університеті Нью-Гемпшира, потім у Новій школі соціальних досліджень у Нью-Йорку, де отримав ступінь бакалавра з англійської мови. Після закінчення школи, провів рік в Англії у Лондонській академії музики і драматичного мистецтва на стипендію Фулбрайта.

## Кар'єра
Починав творчу діяльність як театральний актор, проте незабаром почав брати участь у створенні фільмів і серіалів. Зіграв убивцю «Скорпіона» у фільмі «Брудний Гаррі» (1971), Еліма Гарака у серіалі «Зоряний шлях: Глибокий космос 9» (1993). У 1978 році номінувався на Денну премію «Еммі» у серіалі «Надія Раяна».

## Особисте життя
У 1970 році Ендрю одружився з Ірен, у них народилася донька Рейчел.

## Фільмографія

### Актор
| Рік       |    | Українська назва                        | Оригінальна назва                       | Роль                                       |
| --------- | -- | --------------------------------------- | --------------------------------------- | ------------------------------------------ |
| 1971      | ф  | Брудний Гаррі                           | Dirty Harry                             | вбивця «Скорпіон»                          |
| 1972      | с  | Бонанца                                 | Bonanza                                 | Джон Гарпер                                |
| 1972—1974 | с  | Новобранці                              | The Rookies                             | Біллі Кемпсон / Лі Борден                  |
| 1973      | ф  | Чарлі Варрік                            | Charley Varrick                         | Гарман Салліван                            |
| 1973      | тф | Це сталося у Віші                       | Incident at Vichy                       | майор                                      |
| 1974      | с  | Новий Перрі Мейсон                      | The New Perry Mason                     | Вік Брандт                                 |
| 1974      | с  | Доктор Маркус Велбі                     | Marcus Welby, M.D.                      | Кріс Бейквелл                              |
| 1974      | с  | Кунг-фу                                 | Kung Fu                                 | Джонні Вокер                               |
| 1974      | с  | Залізна сторона                         | Ironside                                | Девід Різак                                |
| 1975      | ф  | Басейн потопельників                    | The Drowning Pool                       | Пет Рейвіс                                 |
| 1975      | с  | Колчак: Нічний мисливець                | Kolchak: The Night Stalker              | доставка                                   |
| 1975      | с  | Гаррі О                                 | Harry O                                 | Джим Бракен                                |
| 1975      | с  | Лікарня лікарів                         | Doctors' Hospital                       |                                            |
| 1975—1977 | с  | Вулиці Сан Франциско                    | The Streets of San Francisco            | Рон Магуайер / Арчі Кімбро                 |
| 1975—1978 | с  | Коджак                                  | Kojak                                   | Роджер Лейтон / Леон                       |
| 1976      | с  | Берт Д'Анджело / Суперзірка             | Bert D'Angelo/Superstar                 |                                            |
| 1976      | с  | Колишній орел                           | Once an Eagle                           | Реб Райберн                                |
| 1976—1980 | с  | Барнабі Джонс                           | Barnaby Jones                           | Роберт Кертіс / Філ Девайн / Сонні Голланд |
| 1976—1978 | с  | Надія Раяна                             | Ryan's Hope                             | Френк Раян                                 |
| 1978      | с  | Неймовірний Халк                        | The Incredible Hulk                     | доктор Стен Родос                          |
| 1978      | с  | Дивовижний Людина-павук                 | The Amazing Spider-Man                  | Мактайг                                    |
| 1979      | с  | Каліфорнійський дорожній патруль        | CHiPs                                   | Білл Клейтон                               |
| 1979      | с  | Місіс Коломбо                           | Mrs. Columbo                            | Мітчелл                                    |
| 1980—1982 | с  | Придурки з Хаззарда                     | The Dukes of Hazzard                    | Прюітт / Біллі Джо                         |
| 1980—1983 | с  | Подружжя Гарт                           | Hart to Hart                            | Майк Гантінгтон / Мік Стіл                 |
| 1980      | с  | Вегас                                   | Vega$                                   | Дерек Раззіо                               |
| 1982      | с  | Фелкон Хрест                            | Falcon Crest                            | Філ Ебергард                               |
| 1982      | с  | Найбільший американський герой          | The Greatest American Hero              | Кріс Тоффорд                               |
| 1983      | с  | Міссісіпі                               | The Mississippi                         |                                            |
| 1983      | с  | Команда А                               | The A-Team                              | заступник Ранс / Джексон                   |
| 1983—1985 | с  | Метт Х'юстон                            | Matt Houston                            | Джонатон Ренфілд                           |
| 1985      | тф | Убивства дітей в Атланті                | The Atlanta Child Murders               | Джек Маллард                               |
| 1985      | ф  | Маска                                   | Mask                                    | доктор Вінтон                              |
| 1985—1986 | с  | Кегні та Лейсі                          | Cagney & Lacey                          | містер Нельсон                             |
| 1986—1987 | с  | Зона сутінків                           | The Twilight Zone                       | містер Вільямс / Президент Джон Ф. Кеннеді |
| 1986      | ф  | Кобра                                   | Cobra                                   | детектив Монте                             |
| 1987      | ф  | Повсталий з пекла                       | Hellraiser                              | Ларрі                                      |
| 1987      | ф  | Історія Верна Міллера                   | The Verne Miller Story                  | гарний хлопець Флойд                       |
| 1988      | ф  | Вогонь на ураження                      | Shoot to Kill                           | Гарві                                      |
| 1988      | тф | Лібераче                                | Liberace                                | Лібераче                                   |
| 1988      | с  | Американський театр                     | American Playhouse                      | Вейплес                                    |
| 1989      | с  | Детективне агентство «Місячне сяйво»    | Moonlighting                            | Леслі Ганцигер                             |
| 1990      | тф | Рок Гадсон                              | Rock Hudson                             | Генрі Вілсон                               |
| 1990      | в  | Смертельна чарівність                   | Fatal Charm                             | шериф Гаррі Чайлдс                         |
| 1990—1991 | с  | Метлок                                  | Matlock                                 | Френк Гейс / Стенлі Гайден                 |
| 1991      | с  | Закон Лос-Анжелеса                      | L.A. Law                                | Грегорі Едмонсон                           |
| 1991      | тф | У пустелі смерті                        | Into the Badlands                       | шериф Аарон Старетт                        |
| 1991      | ф  | Дитяча гра 3                            | Child's Play 3                          | сержант Вотнік                             |
| 1991      | ф  | Головна мішень                          | Prime Target                            | уповноважений                              |
| 1992      | в  | Трансери 3                              | Trancers III                            | полковник Даддіа Матух                     |
| 1992      | с  | Закон і порядок                         | Law & Order                             | Філіп Марієтта                             |
| 1993      | с  | Вокер, техаський рейнджер               | Walker, Texas Ranger                    | Лео Кейб                                   |
| 1993—1999 | с  | Зоряний шлях: Глибокий космос 9         | Star Trek: Deep Space Nine              | Гарак                                      |
| 1993—1994 | с  | Вона написала вбивство                  | Murder, She Wrote                       | Джеймс Гарріс / Емброс Гріффіт             |
| 1993      | тф | Контракт на вбивство                    | Telling Secrets                         | доктор Філіп Екхарт                        |
| 1993      | в  | Гарбузоголовий 2: Криваві крила         | Pumpkinhead II: Blood Wings             | Шон Бреддок                                |
| 1994      | ф  | А ось і моя крихітка                    | There Goes My Baby                      | Френк                                      |
| 1994      | ф  | Ляльководи                              | The Puppet Masters                      | Готорн                                     |
| 1995      | с  | Крила                                   | Wings                                   | Майкл Фостер                               |
| 1998      | ф  | Жінка, що біжить                        | Running Woman                           | капітан Дон Гіббс                          |
| 1998      | ф  | Арчибальд — художник веселки            | Archibald the Rainbow Painter           | Супер Супер                                |
| 1998      | с  | Нічого святого                          | Nothing Sacred                          |                                            |
| 1999      | с  | Авантюрист                              | The Pretender                           | лейтенант Дженкінс                         |
| 1999      | с  | Вартовий                                | The Sentinel                            | Роберт Данлоп                              |
| 1999      | с  | Цілком таємно                           | The X Files                             | Доктор Ян Детвейлер                        |
| 1999—2004 | с  | Військово-юридична служба               | JAG                                     | адмірал Томас Клі                          |
| 2000      | с  | Китайський городовий                    | Martial Law                             | Спенсер                                    |
| 2000      | с  | Профайлер                               | Profiler                                | Деніел Вейд                                |
| 2000      | с  | Справедлива Емі                         | Judging Amy                             | Деніел Макгілл                             |
| 2000      | вг | Star Trek: Deep Space Nine — The Fallen | Star Trek: Deep Space Nine — The Fallen | Гарак                                      |
| 2002      | вг | Earth and Beyond                        | Earth and Beyond                        | Теодоріх Кассель                           |
| 2002      | с  | Клініка Сан-Франциско                   | Presidio Med                            | Джессі                                     |
| 2004      | с  | Практика                                | The Practice                            | Едмонд Соломон                             |
| 2004      | с  | Без сліду                               | Without a Trace                         | Карл Монро                                 |
| 2004      | тф | Національна безпека                     | Homeland Security                       | сенатор                                    |
| 2005      | кф | Питання лояльності                      | A Question of Loyalty                   | доктор Альберт Кренц                       |

### Режисер
| Рік       |   | Українська назва                | Оригінальна назва          | Роль    |
| --------- | - | ------------------------------- | -------------------------- | ------- |
| 1996      | с | Зоряний шлях: Глибокий космос 9 | Star Trek: Deep Space Nine | режисер |
| 1997—1998 | с | Зоряний шлях: Вояжер            | Star Trek: Voyager         | режисер |
| 2001—2005 | с | Справедлива Емі                 | Judging Amy                | режисер |